# Magnit
Magnit es el principal distribuidor minorista ruso por número de puntos de venta. Magnit fue fundada en 1994 por el millonario ruso Sergey Galitsky en Krasnodar.
Hoy en día la compañía tiene más 5.309 tiendas de venta en más de 1.389 localizaciones, siendo 5.006 tiendas de conveniencia, 93 hipermercados y 2010 tiendas de cosméticos. Actualmente está abriendo docenas de nuevas tiendas cada mes, y la compañía emplea más de 260.000 empleados. 
Desde 2006, la compañía desarrolla un nuevo proyecto de cadena a nivel federal de hipermercados “Magnit” en muchas ciudades y poblaciones rusas. El objetivo es un nuevo formato de hipermercado para cada ciudad. Sus principales características son un moderno diseño funcional, amplia distribución, grandes y convenientes espacios de aparcamiento, y una gama completa de productos para toda la familia en un solo lugar. 